# Puerto Villarroel
Puerto Villarroel – miasto w Boliwii, w departamencie Cochabamba, w prowincji Carrasco.